# Postabteil

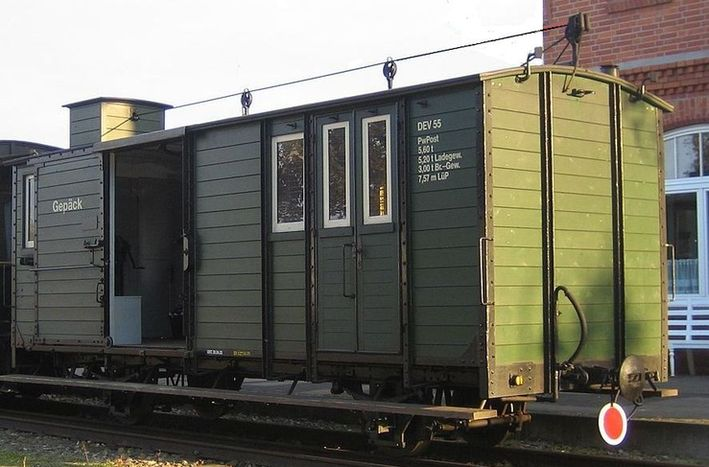
Pw Post = Postabteil in zweiachsigen Packwagen

Postabteile sind die für Postzwecke bestimmten Teile von Reisezuggepäck- und Personenwagen der Eisenbahnen. Sie wurden in solchen Zügen verwendet, in denen sich die Einstellung eines Bahnpostwagens wegen des geringen Verkehrs nicht lohnte, besonders auf Nebenbahnstrecken, oder bei der Eigenart des Zuges, wie beispielsweise Schnelltriebwagenzüge, nicht möglich war.

## Aufbau
Die Postabteile sind gegen den Gepäck- oder Personenraum der Eisenbahnwagen durch eine Zwischenwand abgeschlossen. Wo erforderlich, ist in dieser Trennwand eine schmale verschließbare Tür vorhanden, damit der Zugführer von seinem Abteil im Gepäckwagen in die hinter dem Postabteil laufenden Personenwagen gelangen kann. Bei der Deutschen Bundesbahn hatten nur die in vierachsigen Packwagen eingerichteten Postabteile eine schmale Tür, die mit dem Gepäckraum verbunden war.
Alle Postabteile, ausgenommen die kleineren Abteile in einigen vierachsigen Packwagen und in Triebwagenzügen, haben in ihrem Innenraum die für den Postdienst notwendigen Einrichtungen und an jeder Außenseite besondere Ladetüren sowie Briefeinwürfe. Sie tragen außerdem an jeder Längsseite die Aufschrift „Post“.
Für die Herstellung der Postabteileinrichtungen und ihre Unterhaltung sowie für ihre etwaige Beseitigung trugen die Postunternehmen die anfallenden Kosten. Außer diesen Postabteilen mit besonderen Einrichtungen für Zwecke der Postbeförderung wurden auch abgeschlossene Personenabteile oder ein Teil der Ladefläche des Gepäckwagens als „Postabteile“ überlassen.

## Deutschland
Die preußische Postverwaltung benutzte solche Abteile anfänglich in schnell fahrenden Zügen. Die Größe der Postabteile wurde 1880 dahin festgelegt, dass sie in der Regel nicht länger als vier Meter sein durften. In den 1950er Jahren wurde die Abmessung der Postabteile von Fall zu Fall zwischen der Bundespost und den Eisenbahnen vereinbart.
Die Eisenbahnwagen mit Postabteilen wurden mit folgenden Abkürzungen bezeichnet:
- Pw Post = Postabteil in zweiachsigen Packwagen
- Pw Post 3 = Postabteil in dreiachsigen Packwagen
- Pw Post 4ü = Postabteil in vierachsigen Packwagen mit Übergangsbrücken und Faltenbälgen (für Durchgangszüge)
- C Post = Postabteil in zweiachsigen Personenwagen 3. Klasse.

Für die Beförderung der Postabteile zahlte die Deutsche Bundespost an die Eisenbahnen eine Vergütung nach der Anzahl der für Zwecke des Postdienstes gefahrenen Achskilometer. Dabei wurden die Postabteile in Fahrzeugen der Deutschen Bundesbahn ohne Rücksicht auf die Größe des Postabteils und die Achszahl des Wagens mit einer Achse angerechnet. Zur Sicherstellung der richtigen Aufschreibung der Achskilometer durch den Zugführer musste an einem Fenster jeder Wagenseite der Postabteile eine Papptafel mit gelbem Rand und der Aufschrift „1 Achse Post von … bis …“ aushängen, solange das Abteil zur Postbeförderung benutzt wurde. Wenn das Abteil in Wagen der Privat- und Kleinbahnen eingerichtet war, wurden die Achskilometer der Postabteile nach dem Verhältnis der Abteillänge zur Wagenlänge berechnet.
Im Transitverkehr durch die DDR wurde von der Postbeförderung in Postabteilen häufig Gebrauch gemacht. Hierdurch bot sich die Möglichkeit, den beanspruchten Laderaum ohne kostspieligen Aufwand den jeweiligen betrieblichen Anforderungen anzupassen.
Der Bestand an Postabteilen in Reisezugwagen und Triebwagen der Deutschen Bundesbahn betrug Anfang der 1970er Jahre:
- Reisezugwagen mit Postabteil und postalischer Einrichtungen: 11 Stück
- Dieseltriebwagen mit Postabteil: 12 Stück
- Elektrische Triebwagen mit Postabteil: –

## Österreich

Postabteil eines Oberleitungsbusses, um 1907

In Österreich gab es bei der O-Bus-Linie in Gmünd ein Postabteil.